# Umbutfo Eswatini Defence Force
La Umbutfo Eswatini Defence Force (UEDF) è l'esercito nazionale armato ufficiale del Regno dell'Africa meridionale di Eswatini. Viene utilizzato principalmente durante le proteste interne, con alcuni dazi doganali e di frontiera; la forza non è mai stata coinvolta in un conflitto straniero. L'esercito ha lottato con alti tassi di infezione da HIV. Da quando sono state messe in atto le misure, il tasso è in calo.
L'UEDF ha sostituito la Royal Swaziland Defense Force, creata nel 1973 per sostituire il ruolo dell'esercito britannico dopo l'indipendenza nel 1968.
Il re di Eswatini è il ministro della difesa e il comandante in capo della Umbutfo Eswatini Defence Force. Tuttavia, delega le responsabilità delle attività quotidiane al braccio esecutivo del governo.
C'è un Consiglio di Difesa, che è responsabile di consigliare il Re su tutte le questioni relative all'UEDF. L'UEDF è comandato dal Maggiore Generale Stanley Dlamini; il vice comandante è il generale di brigata Patrick Motsa, e il comandante della formazione è il generale di brigata Jeffry S. Tshabalala.

## Armi

### Fucili da battaglia
- FN FAL

### Fucili tattici e carabine
- ArmaLite AR-18
- INSAS rifle
- IMI Galil
- SIG SG 540

### Mitra
- IMI Uzi
- Sterling

### Mitragliatrici
- FN MAG

## Forza aerea

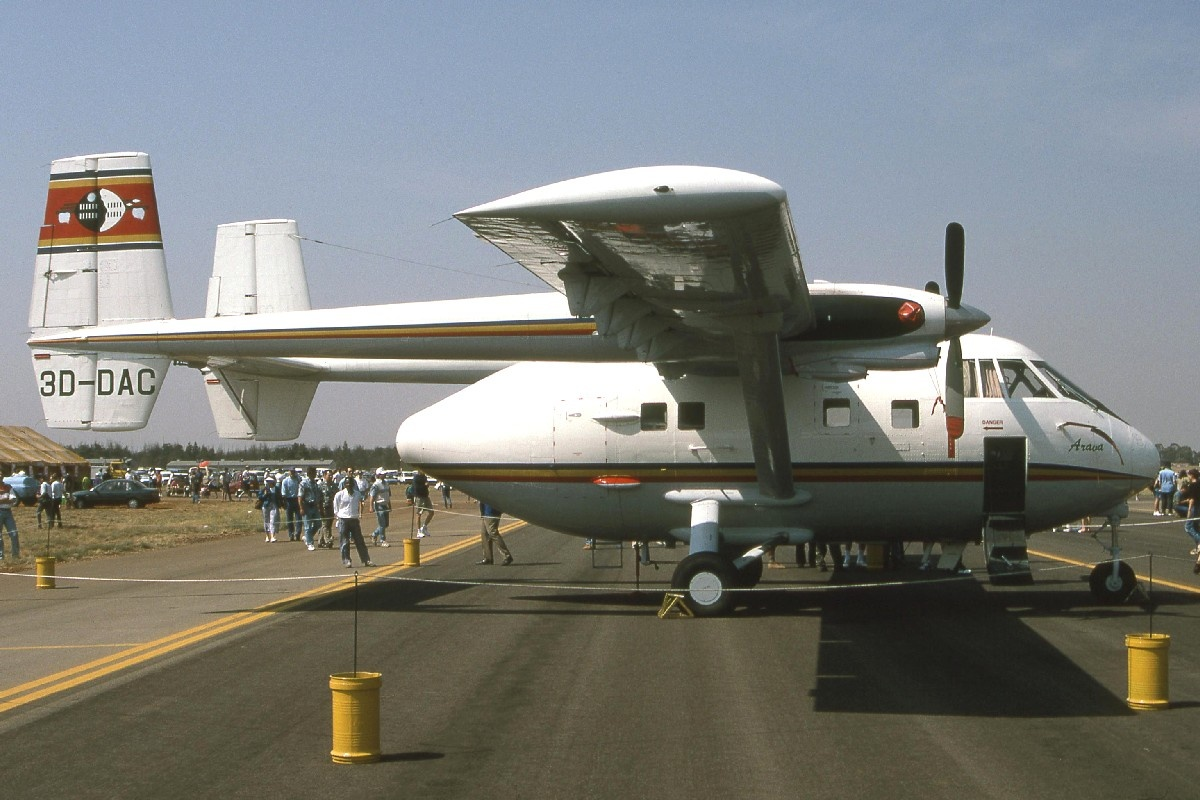
Uno degli IAI Arava precedentemente in uso.

### Aeromobili in uso
Tabella aggiornata annualmente in base al World Air Force di Flightglobal del corrente anno. Tale annuario non contempla aerei da trasporto VIP ed eventuali incidenti accorsi durante l'anno della sua pubblicazione. Modifiche giornaliere o mensili che potrebbero portare a discordanze nel tipo di modelli in servizio e nel loro numero rispetto a WAF, vengono apportate in base a siti specializzati, periodici mensili e bimestrali. Tali modifiche vengono apportate onde rendere quanto più aggiornata la voce.
L'Eswatini mantiene una forza aerea relativamente piccola, parte della Umbutfo Eswatini Defense Force. Gli aerei vengono utilizzati principalmente per il trasporto del re, nonché del carico e del personale; rilevamento del terreno con funzioni di ricerca e soccorso e mobilitazione in caso di emergenza nazionale.
Entrambi gli Arava 201 si sono schiantati; il primo operava volo dimostrativo negli anni '80. Il secondo andò perso nel 2004, dopo che il maltempo fece sì che l'equipaggio, guidato dal colonnello dell'esercito pilota Micheal Ranft, non riuscisse a sbloccare il perno di blocco dei controlli di volo. Ciò causò lo schianto dell'aereo in un campo dopo aver fallito la rotazione. Sebbene non vennero riportati feriti, l'incidente lasciò l'aviazione temporaneamente paralizzata.
| Aeromobile                 | Origine        | Tipo                   | Versione (denominazione locale) | In servizio (2020) | Note                                                    | Immagine |
| Aerei da trasporto         |                |                        |                                 |                    |                                                         |          |
| Airbus A340                | Unione europea | Aereo da trasporto VIP | A340-300                        | 1                  | Utilizzato per il trasporto degli ufficiali di governo. |          |
| Bombardier Global Express  | Canada         | Aereo da trasporto     | BD-700-1A10                     | 1                  | Utilizzato per il trasporto di truppe.                  |          |
| Cessna 337 Super Skymaster | Stati Uniti    | Aereo da trasporto     |                                 | 1                  | Utilizzato per evacuazioni mediche.                     |          |
| Learjet 35                 | Stati Uniti    | Aereo da trasporto     |                                 | 1                  | Utilizzato per il trasporto di truppe.                  |          |
| Piper PA-28 Cherokee       | Stati Uniti    | Aereo da trasporto     |                                 | 1                  | Utilizzato per la sorveglianza del territorio.          |          |
| McDonnell Douglas MD-87    | Stati Uniti    | Aereo da trasporto VIP | DC-87/MD-87                     | 1                  | Utilizzato per il trasporto degli ufficiali di governo. |          |
| Elicotteri                 |                |                        |                                 |                    |                                                         |          |
| Aérospatiale Alouette III  | Francia        | Elicottero utility     | SA-316B                         | 3                  | Donati dal Sudafrica nel 2000.                          |          |
| Bell UH-1 Iroquois         | Stati Uniti    | Elicottero utility     |                                 | 2                  | Donati da Taiwan nel 2020.                              |          |

#### Aeromobili ritirati
- IAI Arava 201
- Douglas DC-3